# Rue Řetězová
 (juin 2024).
La rue Řetězová (A la chaîne) est une voie de Prague.

## Situation et accès
Située dans la vieille ville de Prague, elle relie les rues Liliová et Husova. Du côté de la rue Liliová, il s'agit simplement d'une rue très étroite pavée dont le plan correspond aux bâtiments médiévaux d'origine.

## Origine du nom
Elle porte ce nom probablement d'après la maison Aux Trois Chaînes d'Or (U Tří zlatých řetězů). Mais il y a aussi une autre explication : des chaînes remplissant une fonction défensive pouvaient y être tendues, voire même ici auraient pu être une extrémité d'une chaîne menant sur toute la largeur de la rivière Vltava (probablement à l'aide de piliers enfoncés dans l'eau) jusqu'à l'autre rive jusqu'à la place de Malte (à l'église Notre Dame sous la chaîne) ; son but était d'immobiliser les navires et radeaux jusqu'à ce que leur équipage paie les frais de douane.

## Historique
La rue a déjà été créée au Moyen Âge. Aux XIVe et XVe siècles, elle s'appelait « Kožešnická » en hommage aux artisans qui y vivaient à l'époque. Le nom actuel « Řetězová » date du XVIIe siècle.

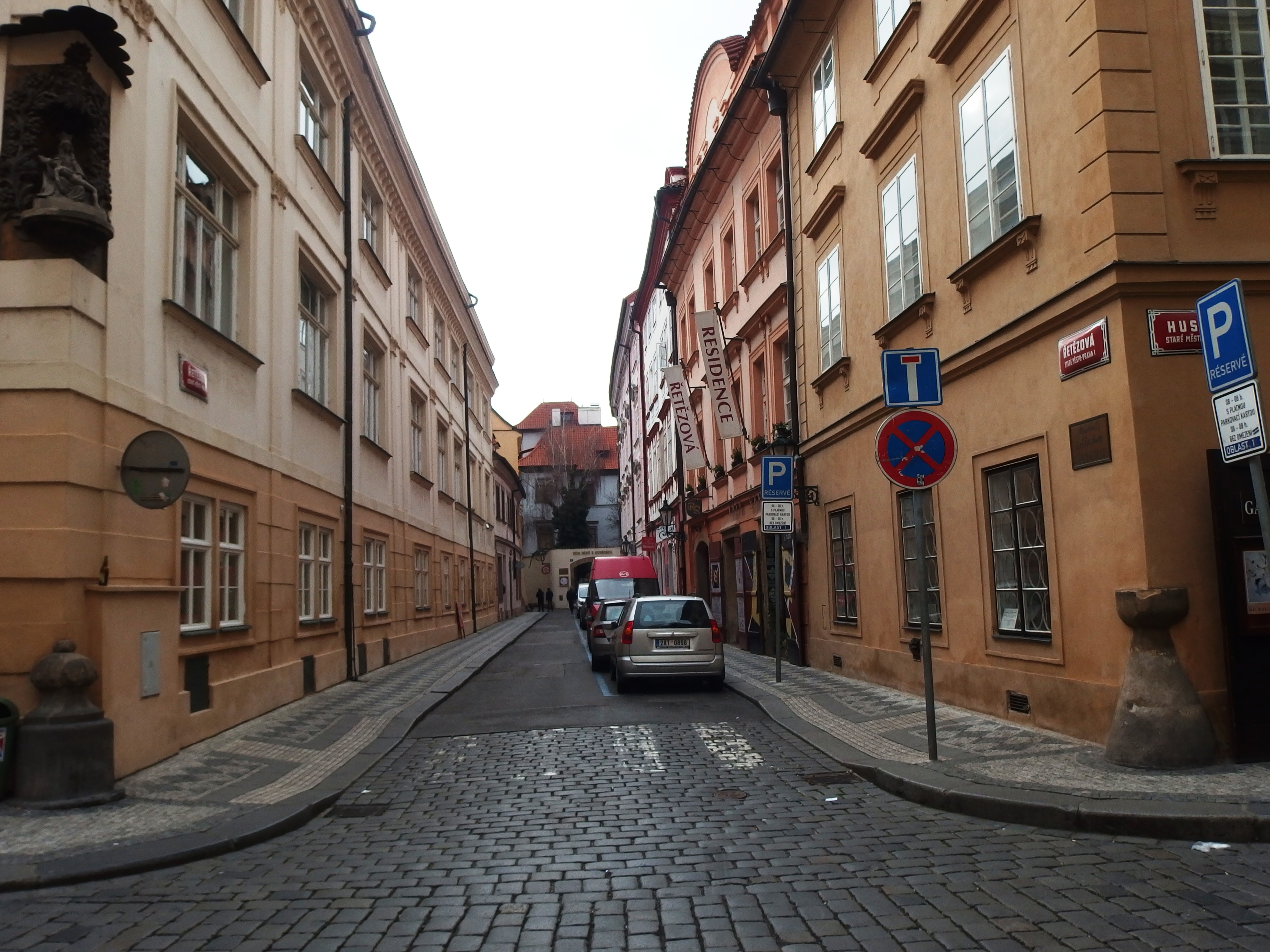
Vue depuis la rue Husova

## Bâtiments remarquables et lieux de mémoire
- Au coin de la rue Liliová, à droite se trouve le bâtiment classé U Zlatého zajíce (Liliová 246/12)
- plus loin au numéro 222 de la rue se trouve le palais des seigneurs de Kunštát et Poděbrad, avec des parties de l'ancien palais roman.
- sur le côté droit se trouvent deux autres bâtiments classés : la maison U Černé boty (au 245, également appelée U Tří myslivců) et la maison U Zeleného věnce (au 244).
- Au 223 se trouve le palais Kokořovských, qui abrite la Faculté de théâtre de l'Académie des arts du spectacle de Prague (DAMU)
- Au 224 se trouve la maison à l'origine bourgeoise U Tří divých můť  et derrière elle la maison U Tří zlatých četűů (au 225), qui a donné son nom à la rue.
- la maison d'angle de la rue Husova sur la gauche s'appelle U Tří Viviních Kachen.
- la maison d'angle de la rue Husova sur la droite est Dům U Beránka (Husova 243, également appelée U Tří kalichů), elle abrite le bureau du procureur régional de Prague. Au-dessus de l'angle, une belle statue de Pietà.